# Ocambo-Club

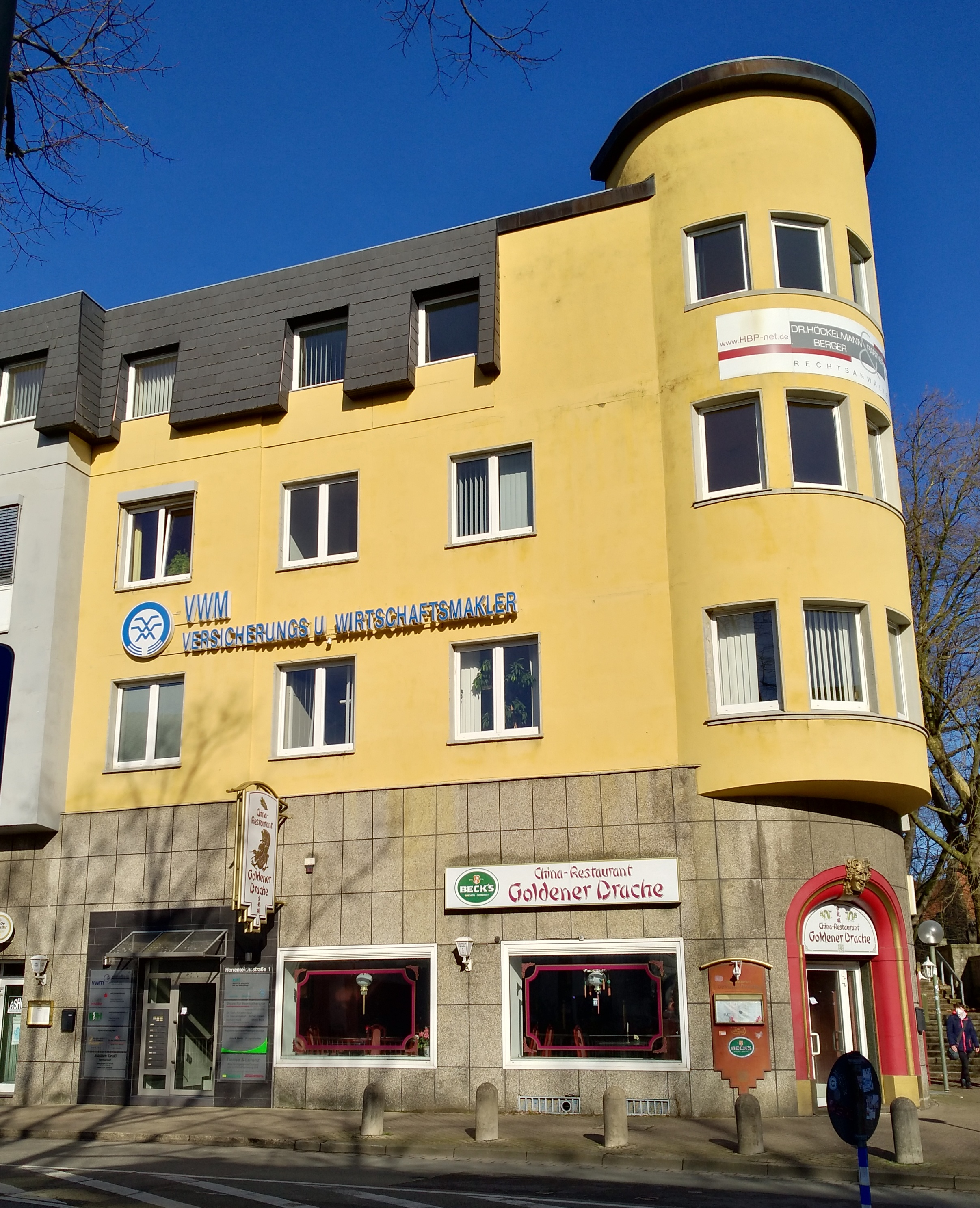
Gebäude des ehemaligen Ocambo-Clubs (Herrenteichsstr. 1)

Der Ocambo-Club war eine am 15. Mai 1959 eröffnete Diskothek in der niedersächsischen Stadt Osnabrück und eine der ersten Diskotheken in Deutschland. Zuvor hatten sie schon in Frankreich existiert.

## Geschichte
Horst Wodowos übernahm 1959 das Wiener Café an der Herrenteichsstraße in Osnabrück und baute es zu einem Tanzlokal mit südamerikanischem Flair um. Neu hierbei war, dass die Musik nicht wie bislang von einer Liveband gespielt wurde, sondern von Schallplatten stammte. Diese wurden an einer Schallplattenbar angesagt und aufgelegt. In der Eröffnungsanzeige wurden die Öffnungszeiten mit 19 Uhr sowie ein Tanztee samstags und sonntags ab 16 Uhr angegeben.
Als Portier an der Tür war der aus Britisch-Guayana stammende Profiboxer Hugh Mackie zeitweise im Ocambo-Club beschäftigt. 1969 gab Horst Wodowos nach einem Unfall den Ocambo-Club ab. Er wurde unter verschiedenen Namen wie Old Apple oder Village weitergeführt, heute beherbergt das Gebäude ein Restaurant.
Ein häufiger prominenter Gast des Ocambo-Clubs war Johannes Heesters.